# 博士（不動産学）
博士（不動産学）（はくし ふどうさんがく）は、日本の博士の学位であり、不動産学（法学、経済学、土木工学、建築学、都市工学、地理学などを統合した学問）に関する専攻分野を修めることによって、1991年以降に日本の大学で授与されるものである。
1991年以前の日本では授与されていない（「不動産学博士」という学位の種類は日本では規定されていない）。

## 授与大学
2008年現在で、明海大学のみが「博士（不動産学）」を授与している。